# لكنينات (مليتة)
لكنينات هو دُوَّار يقع بجماعة الثوالث، إقليم سطات، جهة الدار البيضاء سطات في المملكة المغربية. ينتمي الدوّار لمشيخة مليتة التي تضم 25 دوار. يقدر عدد سكانه بـ 734 نسمة حسب الإحصاء الرسمي للسكان والسكنى لسنة 2004.

## روابط خارجية
- البوابة الوطنية للجماعات الترابية نسخة محفوظة 12 مارس 2018 على موقع واي باك مشين.
- المندوبية السامية للتخطيط